# Tęsknota

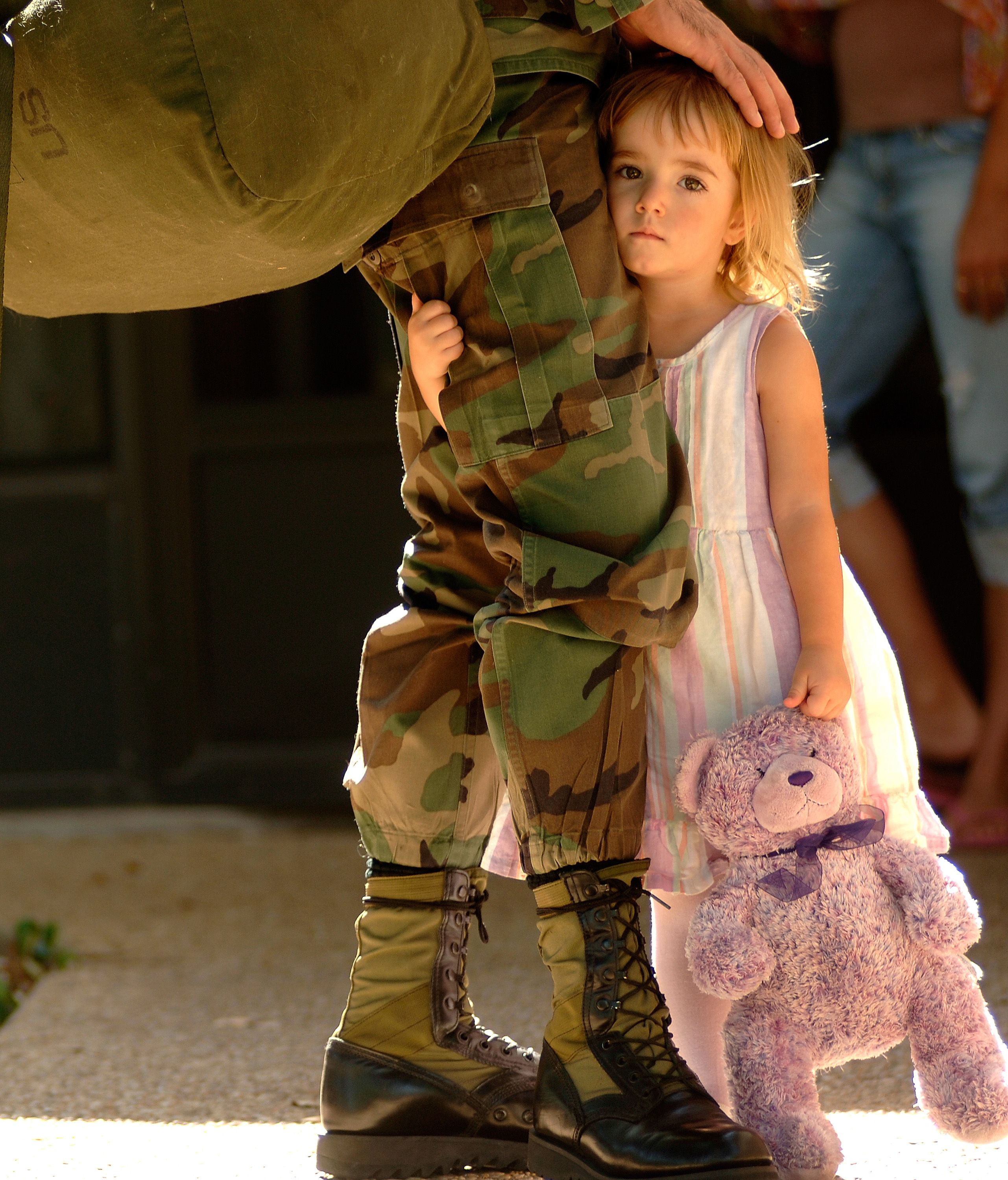
Dziewczynka żegnająca się z ojcem

Tęsknota – uczucie braku czegoś lub kogoś istotnego dla danej osoby. Często pojawia się odczuwanie niepokoju, smutku, zamyślenia. Im bardziej odczuwany jest brak kogoś/czegoś, tym bardziej wzmaga się cierpienie psychiczne. Powodami uczucia tęsknoty mogą być: brak wszelkiego kontaktu z bliskimi lub ograniczenie kontaktu z nimi, spowodowane obiektywną sytuacją losową, subiektywnym stanem psychicznym. Tęsknota odczuwana jest także w związku z pragnieniem posiadania partnera, potrzebą akceptacji i zrozumienia przez niego. Stan tęsknoty może być powodem popadnięcia w depresję. 